# Хипероним
Хипероним (познат в английския като umbrella term, буквално чадърен термин) е дума, чието значение семантично включва други думи, наречени хипоними. Например, думите ален и кармин са хипоними на червен или терминът криптология, който включва хипонимите криптография и криптоанализ.
Хиперонимията е йерархично семантично отношение от типа клас-подклас, а когато има семантично отношение тип част-цяло става дума за холонимия.